# Lalo Schifrin
Pour les articles homonymes, voir Schiffrin.
Boris Claudio Schifrin, dit Lalo Schifrin, né le 21 juin 1932 à Buenos Aires et mort le 26 juin 2025 à Los Angeles, est un pianiste, arrangeur, compositeur et chef d'orchestre américano-argentin. 
Selon les périodes, il alterne ou mélange, en ajoutant des touches de musique latine, ses passions de jeunesse : la musique classique, le jazz et les musiques de cinéma. Lalo Schifrin est connu pour avoir composé le générique musical de la série télévisée Mission impossible. Il est également renommé pour ses musiques de films (Bullitt, L'Inspecteur Harry, Opération dragon…) ainsi que pour d'autres bandes-sons de séries télévisées et téléfilms (Mannix, Starsky et Hutch, etc.). En 2018, un Oscar d'honneur lui est décerné. Compositeur prolifique, avec plus de 250 compositions au total, Lalo Schifrin travaille aussi bien pour le trompettiste de jazz Dizzy Gillespie que pour des symphonies.

## Biographie

### Études de musique classique
Boris Claudio Schifrin naît à Buenos Aires en 1932 dans une famille de musiciens,,. Il est l'un des enfants d'un remariage et ses parents ont des religions différentes, juive pour son père et catholique pour sa mère. Son père, Luis Schifrin, est durant 30 ans, premier violon et chef de l'orchestre philharmonique de l'opéra de Buenos Aires, le Théâtre Colón,,. À environ cinq ans,, il commence un cursus classique : il étudie le piano avec Enrique Barenboim (père du pianiste Daniel Barenboim) qui se montre très sévère,,. Toutefois, il écoute du tango en cachette de ses parents et regarde plusieurs fois les mêmes films au cinéma afin de réécouter leur bande son. Le métier de son père lui permet également d'assister à de nombreuses représentations dont plusieurs opéras,. Durant son adolescence, il étudie au Colegio Nacional de Buenos Aires,, et se découvre une passion pour le Jazz,,,. Lorsqu'il est étudiant en Droit, Lalo Schifrin suit les cours de piano d'Andreas Karalis, un ancien directeur du Conservatoire de Kiev. Puis, il prend des cours particuliers de composition avec Juan Carlos Paz (en) pendant lesquels aucun piano n'est utilisé,,.
En 1952, Lalo Schifrin passe, au consulat français de Buenos Aires, le concours d'entrée du Conservatoire national supérieur de musique et de danse de Paris qu'il réussit. Il reçoit une bourse d'études et y poursuit sa formation,. À Paris, il étudie durant la journée, entre autres, auprès d'Olivier Messiaen,. Puis, afin de payer son loyer, il joue les nuits au sein d'orchestres de jazz dans des lieux comme Le Club Saint Germain,,. Alors qu'il y était réfractaire quand il était en Argentine, Schifrin se familiarise avec les rythmes cubains, qui sont populaires à Paris, et en incorpore progressivement dans son style de jazz. Cependant, le dimanche matin, il écoute Olivier Messiaen jouer sur les orgues de l'église de la Trinité, car ce dernier y improvise,. À son regret, Schifrin n'arrive pas à convaincre les personnes évoluant dans ses deux mondes musicaux favoris de s'intéresser les unes aux autres. Il est en outre cinéphile et fréquente la cinémathèque française.

### Jazz
À la même période, Lalo Schifrin commence sa carrière professionnelle en France comme pianiste de jazz, compositeur pour le label d'Eddie Barclay et arrangeur musical pour RCA France,. Il enregistre alors plusieurs disques de musique latine pour les disques Vogue ou le label d'Eddie Barclay.
Après quatre ans passés à Paris (1952-1956), Schifrin retourne en Argentine pour « des raisons familiales et économiques ». Il a 24 ans et a la possibilité de fonder, avec entre autres son compatriote Gato Barbieri, son propre orchestre de jazz qui passe à la radio et la télévision argentine,. Par ailleurs, il compose deux musiques de film, dont El Jefe (es) qui remporte le prix du meilleur film argentin.
En 1956, une de ses idoles, le trompettiste Dizzy Gillespie, l'ayant entendu jouer à Buenos Aires, l'invite aux États-Unis. Lalo Schifrin est obligé d'attendre deux ans avant d'obtenir un visa et de pouvoir se rendre à New-York en septembre 1958,. Une fois sur place, il doit patienter encore un an avant que les règles de la Fédération américaine des musiciens ne l'autorisent à être pianiste du quintette de Dizzy Gillespie,(1960 - 1962,). Alors qu'il pense abandonner et retourner en Argentine, l'orchestre de musique latine « populaire » de Xavier Cugat l'embauche entre-temps comme pianiste remplaçant et arrangeur,,. C'est la deuxième fois, après Paris, que la musique de Lalo Schifrin sonne plus « latine », alors que ce n'était pas le cas quand il résidait en Argentine.
Lalo Schifrin écrit pour Gillespie des pièces ou arrangements pour grandes formations, avec notamment le succès, auprès des amateurs de jazz,, de Gillespiana (en) qui, sorti en 1960,, est nommé aux Grammy Awards. Il est suivi de The New Continent (en) sorti en 1962. Cependant, fatigué par les voyages incessants lors des tournées avec Dizzy Gillespie, Lalo Schifrin arrête de travailler pour lui à la fin de l'année 1962,,.
Selon l'auteur Matthew Karush, Lalo Schifrin est à cette époque l'un des personnages qui contribue à populariser la bossa nova aux États-Unis, en sortant notamment plusieurs albums qui lui sont consacrés.

### Musiques de cinéma et de télévision
Par l'intermédiaire de Clarence Avant, Schifrin devient arrangeur pour le label Verve Records. Il crée des arrangements pour Stan Getz, Count Basie, Sarah Vaughan, Jimmy Smith, Luiz Bonfá, Cal Tjade, etc. Verve appartient à la Metro-Goldwyn-Mayer (MGM) et Lalo Schifrin devient compositeur pour cette dernière. En effet, Arnold Maxim, un membre du conseil d'administration de la MGM, aime l'un de ses albums de Bossa Nova et le recommande pour la musique du « petit » film Sur la piste du rhino blanc (Rhino!),. Lalo Schifrin s'installe alors à Hollywood, fin 1963,.
En 1964, le fait qu'il parle français lui permet de réaliser la musique du film Les Félins de René Clément,. Selon Lalo Schrifin : 
« René Clément m’a permis de révéler ce potentiel, de combiner musique symphonique, jazz et électronique. Si l’on compare ma carrière cinématographique à une maison, Les Félins en sont les fondations. »

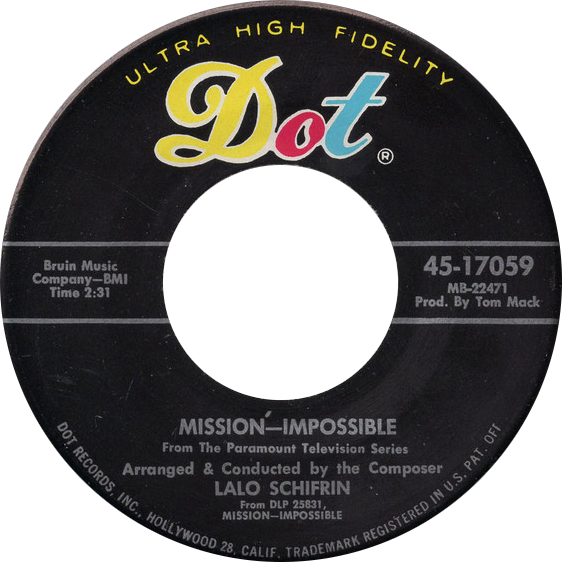
Mission: Impossible par Lalo Schifrin (vinyl de 1966).

À partir de 1965, Lalo Schifrin écrit plus de cent musiques de films et près de quatre-vingt-dix musiques de séries télévisées et téléfilms,, en mélangeant la musique classique et le jazz,,, et en appliquant la technique du contrepoint musical afin de combiner le son et les images,,,,. Selon le journal Le Monde, « [à] l'inverse d'autres compositeurs au style toujours identifiable, Lalo Schifrin s'adapte particulièrement à la scène et à l'ambiance qu'il doit illustrer. C'est dans les films policiers et d'espionnage qu'il se montre le plus brillant ».
En 1966, Bruce Geller, un producteur, scénariste et réalisateur de séries télévisées, demande à Lalo Schifrin de créer la bande-son de la série Mission impossible. Une fois celle-ci terminée, il manque un générique. Il doit être capable de retenir l'attention et prévenir les personnes qui se trouvent par exemple dans leur cuisine que la série va commencer,. Schifrin compose le générique sans se douter que cet air à cinq temps deviendra célèbre dans le monde entier,,. L'année suivante, il crée le générique de la série Mannix pour le même producteur.
La bande originale du film Luke la main froide de Stuart Rosenberg, sorti en 1967, composée par Schrifin, est nommée pour l'Oscar de la meilleure musique de film.
Lalo Schifrin contribue également au succès du film Bullitt de Peter Yates en 1968. En effet, il compose la musique qui précède la scène de la course-poursuite avec Steve McQueen, et surtout impose au réalisateur de ne pas en ajouter sur la poursuite elle-même,,.
Dans les années 1970 et 80, à part pour le troisième épisode L'inspecteur ne renonce jamais, sorti en 1976, Schifrin élabore la musique des films de la célèbre série L'Inspecteur Harry, incarné par Clint Eastwood, inaugurée par Don Siegel en 1971.
En 1973, Bruce Lee choisit Lalo Schifrin pour la musique du film Opération Dragon, car il s’entraîne quotidiennement sur la musique de Mission impossible,,. La même année, sa composition pour le film L'Exorciste n'est pas retenue par William Friedkin,.
En 1998, 2001 et 2007, il compose la musique de la trilogie Rush Hour de Brett Ratner.

### Symphonies
Lalo Schifrin commence à composer des symphonies dans les années 1960,,. Toutefois, c'est surtout à partir des années 1980 qu'il mène en parallèle une carrière de musicien « classique » comme chef d'orchestre, et comme compositeur. Même si celle-ci est moins prolifique, il écrit plus de soixante compositions dont par exemple : Invocations, Concerto pour contrebasse, Concertos pour piano Nos. 1 & 2, Pulsations, Résonances…
Au fil des ans, il dirige ou supervise plusieurs concerts lyriques ou classiques à Paris, Londres, Los Angeles ou Vienne,,.
En 1988, il compose l'album d'ethnomusicologie Cantos Aztecas chanté en langue aztèque, le nahuatl, par Plácido Domingo et enregistré lors d'un concert donné devant la pyramide de la Lune de Teotihuacan au Mexique,.

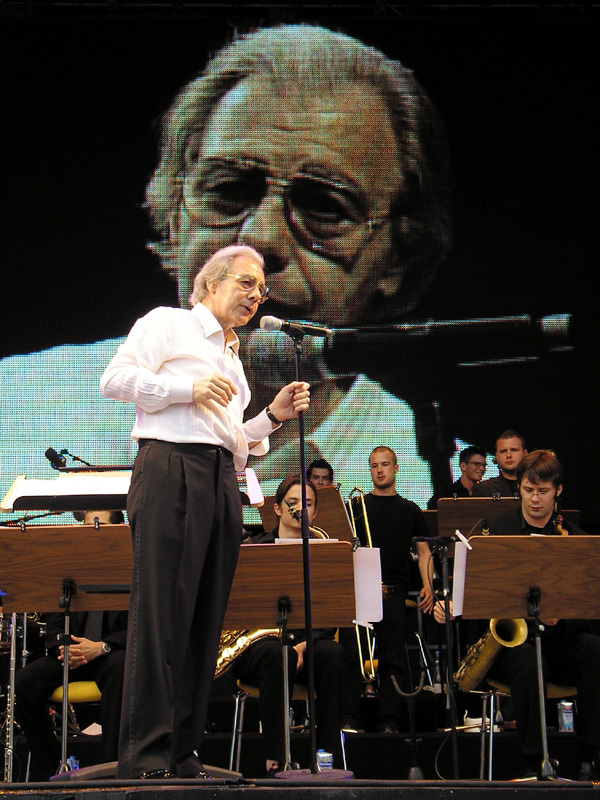
Lalo Schifrin à Cologne (Allemagne) en 2006.

De 1994 aux années 2000, Lalo Schrifin enregistre sept albums de jazz orchestral : Jazz Meets the Symphony (en),.
Après 1990 à Rome et 1994 à Los Angeles, Lalo Schifrin est pour la troisième fois, en 1998, l'arrangeur des concerts « Les Trois Ténors » regroupant les ténors Plácido Domingo, José Carreras et Luciano Pavarotti,. Ces concerts se déroulent lors des Coupes du monde de football. Selon Lalo Schifrin, grâce au record de vente d'un de ces albums, ses travaux d'arrangements se révèlent être de loin les plus profitables financièrement de toute sa carrière.
En 2018, il crée une composition pour mandoline et orchestre à la demande du mandoliniste Vincent Beer-Demander.

### Vie privée
Lalo Schifrin a deux enfants d'un premier mariage, William, scénariste et Frances, styliste,. Il s'est remarié en 1971, avec Donna. Ils ont un fils, Ryan, qui est scénariste et réalisateur,. Les époux habitent Beverly Hills dans une ancienne maison de Groucho Marx.

## Distinctions
Lalo Schifrin a gagné quatre Grammy Awards (sur dix-neuf nominations) et a été sélectionné pour quatre Emmy Awards,. Il a également une étoile sur la Hollywood Walk of Fame depuis 1988,.
Entre 1967 et 1983, Lalo Schifrin est nommé six fois pour l'Oscar de la meilleure musique de film, mais sans jamais l'obtenir,. En 2018, un Oscar d'honneur lui est décerné « en reconnaissance de son style musical unique, de son intégrité de composition et de ses contributions influentes à l'art de la musique de film »,,,,,.
En France, il est fait Commandeur de l'Ordre des Arts et des Lettres en novembre 2016,. Le même mois, la Cinémathèque française lui consacre une rétrospective,,,.

## Dans la culture populaire
Depuis 1970, en France, une adaptation de la musique du film Le Renard, créée par Lalo Schifrin, est utilisée dans les spots de publicité pour les bas de la marque Dim,,.
Dans les années 1990, certaines de ses bandes-sons sont samplées (par exemple Sour Times (en) de Portishead,...).
En 2010, la marque de thé Lipton, après avoir testé d'autres musiques connues dans plusieurs pays, crée une publicité vidéo qui met en scène la création du thème musical de Mission impossible en 1966 par Lalo Schifrin,,.

## Discographie
En 1997, Lalo Schifrin crée avec son épouse la maison de disques Aleph records, ce qui lui permet de réenregistrer et diffuser sur CD certaines de ses anciennes compositions,,.

### Albums solo
- 1955 : Rendez-vous dansant à Copa Cabana (Lilith Record)
- 1962 (juin) : Bossa Nova: New Brazilian Jazz (en)
- 1962 (octobre) : Piano Strings And Bossa Nova (MGM Records)
- 1963 : Samba Para Dos (Verve Records) (avec Bob Brookmeyer)
- 1964 : New Fantasy (Verve Records)
- 1966 : The Dissection And Reconstruction Of Music From The Past As Performed By The Inmates Of Lalo Schifrin's Demented Ensemble As A Tribute To The Memory Of The Marquis De Sade (Verve Records)
- 1968 : There's A Whole Lalo Schifrin Goin' On (Dot Records)
- 1971 : Rock Requiem (For The Dead in the Southeast Asia War) (Verve Records)
- 1976 : Black Widow (CTI Records)
- 1977 : Towering Toccata (CTI Records)
- 1978 : Gypsies (Tabu Records)
- 1996 : Mission Impossible...And More!  - (The Best of Lalo Schifrin 1962-1972) (Motor Music - CD# Motor 535 495-2).

### Albums live
- 1999 : Latin Jazz Suite (Live recording at Klaus-von-Bismarck-Saal, Cologne, Germany on June 18 & 19, 1999) (Aleph Records - CD Aleph ALEPH-013)

### Autres collaborations
Avec Dizzy Gillespie
- 1977 : Free Ride (Pablo Records - LP Pablo 2310 794) [voir en ligne]
- 1962 : Dizzy on the French Riviera - Philips 600-048 (arrangements de Lalo Schifrin)

(Listes complètes,)

## Filmographie

### Années 1950
- 1957 : Venga a bailar el rock de Carlos Stevani (partiellement[104])
- 1958 : El jefe (Le Chef) de Fernando Ayala

### Années 1960
- 1964 : Les Félins de René Clément
- 1964 : Gone With The Wave de Phil Wilson (documentaire)
- 1964 : Sur la piste du rhinocéros blanc (Rhino !) d'Ivan Tors
- 1965 : Le Kid de Cincinnati (Cincinnati Kid) de Norman Jewison (Ray Charles chante sur la musique de Schifrin)
- 1965 : La Créature des ténèbres (Dark Intruder) de  Jack Laird
- 1965 : Le Liquidateur (The Liquidator) de Jack Cardiff
- 1965 : Les Yeux bandés (Blindfold) de Philip Dunne
- 1965 : Les Tueurs de San Francisco (Once a thief) de Ralph Nelson
- 1966 : Tiens bon la rampe, Jerry (Way... Way out) de Gordon Douglas
- 1966 : Bien joué Matt Helm (Murderer's row) d'Henry Levin
- 1966 : OSS contre Gestapo (en) (I Deal in Danger) de Walter Grauman
- 1967 : Luke la main froide (Cool Hand Luke) de Stuart Rosenberg
- 1967 : Minuit sur le grand canal (The Venetian Affair) de Frank Rosenfeld
- 1967 : Who's Minding the Mint? d'Howard Morris
- 1967 : La Folle Mission du Dr. Schaeffer (The President's analyst) de Theodore J. Flicker
- 1968 : Bullitt de Peter Yates
- 1968 : Les Frères siciliens (Brotherhood) de Martin Ritt
- 1968 : Le Renard (The Fox) alias « D.H. Lawrence's The Fox » de Mark Rydell
- 1968 : Un shérif à New York (Coogan's bluff) de Don Siegel
- 1968 : Duel dans le Pacifique (Hell in the Pacific) de John Boorman
- 1968 : Les Gamines explosives (Where angels go, trouble follows) de James Neilson
- 1968 : The Rise and Fall of the Third Reich de Jack Kaufman
- 1968 : Les Corrupteurs (Sol Madrid) de Brian G. Hutton
- 1969 : Che ! de Richard Fleischer
- 1969 : Les Griffes de la peur (Eye of the Cat) de David Lowell Rich

### Années 1970
- 1970 : De l'or pour les braves (Kelly's Heroes) de Brian G. Hutton
- 1970 : Si tu crois fillette (Pretty maids all in a row) de Roger Vadim
- 1970 : I Love My Wife de Mel Stuart
- 1970 : WUSA de Stuart Rosenberg
- 1970 : Pussycat, Pussycat, I love you de Rodney Amateau
- 1970 : Imago de Ned Bosnick
- 1971 : THX 1138 de George Lucas
- 1971 : Les Proies (The Beguiled) de Don Siegel
- 1971 : L'Inspecteur Harry (Dirty Harry) de Don Siegel
- 1971 : Mrs Pollyfax - spy de Leslie Martinson
- 1971 : Des insectes et des hommes (Hellstrom chronicles) de Walon Green
- 1971 : The Christian Licorice Store (en) de James Frawley
- 1972 : Carnage (Prime cut) de Michael Ritchie
- 1972 : La Colère de Dieu (Wrath of God) de Ralph Nelson
- 1972 : Joe Kidd de John Sturges
- 1972 : Welcome Home, Johnny Bristol de George McCowan
- 1972 : Rage de George C. Scott
- 1973 : Opération Dragon (Enter the Dragon) de Robert Clouse
- 1973 : Magnum Force de Ted Post
- 1973 : L'Odyssée sous la mer (The Neptune factor) de Daniel Petrie
- 1973 : Tuez Charley Varrick ! (Charley Varrick) de Don Siegel
- 1971 : Bang Bang d'Andrea Tonacci
- 1973 : Harry, gentleman pickpocket (Harry in your pocket) de Bruce Geller
- 1973 : Hit ! de Sidney J. Furry
- 1974 : On l'appelait Milady (The Four Musketeers) de Richard Lester
- 1974 : L'Aventurière de Hong Kong (Golden needles) de Robert Clouse
- 1974 : Enquête dans l'impossible (Man on a swing) de Frank Perry
- 1975 : The Master Gunfighter de Frank Laughlin
- 1976 : Intervention Delta (Sky Riders) de Douglas Hickox
- 1976 : Monsieur Saint-Ives (St Ives) de J. Lee Thompson
- 1976 : Le Voyage des damnés (Voyage of the Damned) de Stuart Rosenberg
- 1976 : Dollars en cavale (en) (Special Delivery) de Paul Wendkos
- 1976 : L'aigle s'est envolé (The Eagle has landed) de John Sturges
- 1977 : Day of the Animals de William Girdler
- 1977 : Le Toboggan de la mort (Rollercoaster) de James Goldstone
- 1977 : Un espion de trop (Telefon) de Don Siegel
- 1978 : Les Visiteurs d'un autre monde (Return to the witch montain) de John Hough
- 1978 : Nunzio de Paul Williams
- 1978 : Le Faiseur d'épouvantes (The Manitou) de William Girdler
- 1978 : Le Chat qui vient de l'espace (The Cat from outer space) de Norman Tokar
- 1979 : Bons baisers d'Athènes (Escape to Athena) de George P. Cosmatos
- 1979 : Boulevard Nights (en) de Michael Pressman
- 1979 : Amityville, la maison du diable (The Amityville horror) de Stuart Rosenberg
- 1979 : Avec les compliments de Charlie (Love and bullets) de Stuart Rosenberg
- 1979 : Airport 80 Concorde (The Concorde : Airport '79) de David Lowell Rich

### Années 1980
- 1980 : Le Plus Secret des agents secrets (The Nude Bomb) de Clive Donner
- 1980 : Serial de Bill Persky
- 1980 : Brubaker de Stuart Rosenberg
- 1980 : Le Chinois (The Big Brawl) de Robert Clouse
- 1980 : Le Concours (The competition) de Joel Oliansky
- 1980 : Le Jour de la fin du monde (When Time Ran Out) de James Goldstone
- 1980 : L'Enfer des armes (Dangerous Encounters of the First Kind) de Tsui Hark (réutilisation de passages d'Amityville, la maison du diable)
- 1981 : La Peau (La Pelle) de Liliana Cavani
- 1981 : Loophole de John Quested
- 1981 : Los Viernes de la eternidad d'Hector Olivera
- 1981 : Victor la gaffe (Buddy Buddy) de Billy Wilder
- 1981 : L'Homme des cavernes (Caveman) de Carl Gottlieb
- 1982 : A Stranger is watching de Sean S. Cunningham
- 1982 : Mortelle seduction (The Seduction) de David Schmoeller
- 1982 : Class 1984 (Class of 1984) de Mark L. Lester
- 1982 : Amityville 2, le possédé (Amityville II : The Possession) de Damiano Damiani
- 1982 : Fast-Walking de James B. Harris
- 1983 : Le Retour de l'inspecteur Harry (Sudden Impact) de Clint Eastwood
- 1983 : L'Arnaque 2 (The Sting II) de Jeremy Kagan
- 1983 : Doctor Detroit de Michael Pressman
- 1983 : Osterman Week-end (The Osterman weekend) de Sam Peckinpah
- 1984 : Tank de Marvin J. Chomsky
- 1985 : Un été pourri (The Mean season) de Phillip Borsos
- 1985 : Représailles (en) (The New Kids) de Sean S. Cunningham
- 1985 : Bad Medicine d'Harvey Miller
- 1985 : Sans issue (Black Moon rising) d'Harley Cokeliss
- 1986 : The Ladies Club (en) de Janet Greek (en)
- 1987 : Le Quatrième Protocole (The Fourth protocol) de John Mackenzie
- 1988 : Berlín Blues de Ricardo Franco
- 1988 : L'inspecteur Harry est la dernière cible (The Dead pool) de Buddy Van Horn
- 1989 : Retour de la rivière Kwaï (Return from the river Kwai) d'Andrew V. McLaglen

### Années 1990
- 1991 : F/X2, effets très spéciaux (F/X2 : The Deadly Art of Illusion) de Richard Franklin
- 1993 : Les Allumés de Beverly Hills (The Beverly Hillbillies) de Penelope Spheeris
- 1995 : Manhattan merengue de Joseph B. Vasquez
- 1996 : Scorpion Spring de Brian Cox
- 1997 : Argent comptant (Money Talk) de Brett Ratner
- 1998 : Rush Hour de Brett Ratner[102]
- 1998 : Something to believe in de John Hough
- 1998 : Tango de Carlos Saura

### Années 2000
- 2000 : Longshot de Lionel C. Martin
- 2001 : Rush Hour 2 de Brett Ratner
- 2001 : Kate et Léopold (Kate & Leopold) de James Mangold
- 2003 : Bronx à Bel Air (Bringing down the house) d'Adam Shankman
- 2003 : Coup d'éclat (After the sunset) de Brett Ratner
- 2004 : Le Pont du roi Saint-Louis (The Bridge of San Luis Rey) de Mary McGuckian
- 2006 : Abominable de Ryan Schifrin
- 2007 : Rush Hour 3 de Brett Ratner

(Listes complètes,)

### Télévision
Schifrin a écrit près de quatre-vingt-dix compositions pour la télévision (séries et téléfilms). La liste suivante est non exhaustive.
- 1964 : Haute Tension (Kraft Suspense Theatre)
- 1965 : Des agents très spéciaux (The Man from U.N.C.L.E.)
- 1966 : Blue Light
- 1966-1967 : T.H.E. Cat
- 1966-1973 : Mission impossible (Mission : Impossible)
- 1966-1968 : L'Odyssée sous-marine de l'équipe Cousteau (The Undersea World of Jacques Cousteau)[106],[107]
- 1967-1975 : Mannix
- 1968-1969 : La Grande Vallée (The Big Valley)
- 1969-1970 : The Young Lawyers
- 1969-1973 : Médecins d'aujourd'hui (Medical Center)
- 1970 : The Aquarians de Don McDougall (téléfilm)
- 1974 : La Planète des singes (Planet of the apes)
- 1974-1975 : Petrocelli
- 1975 : Starsky et Hutch (Starsky and Hutch)
- 1983 : Princesse Daisy (Princess Daisy) de Waris Hussein (téléfilm en deux parties)
- 1984-1985 : Glitter
- 1985 : A.D. : Anno Domini de Stuart Cooper (mini-série)
- 1986 : Kung Fu : The movie de Richard Lang (téléfilm)
- 1986 : Les Reines de la nuit (Beverly Hills Madam) de Harvey Hart (téléfilm)

(lListes complètes,)

## Symphonies
Lalo Schifrin a écrit plus de soixante compositions dont : Invocations, Concerto pour contrebasse, Concertos pour piano Nos. 1 & 2, Pulsations, Résonances…
(Listes complètes,)

## Concerts
- 30 et 31 octobre 2003 : Festival Cinéphonies de Lorraine, avec l'Orchestre National de Lorraine , à la Louvière à Epinal (Vosges) puis le lendemain à l'Arsenal de Metz (Moselle)
- 23 avril 2007 : Festival Jules Verne, au Grand Rex.
- 13 septembre 2008 : Jazz à la Villette, Grande Halle Charlie Parker, Cité de la musique, Paris — Lalo Schifrin (piano, direction), Jon Faddis (trompette), Pierre Boussaguet (contrebasse), Peter King (saxophone), Tom Gordon (batterie), avec l'Orchestre national d'Île-de-France.

## Jeu vidéo
- 2004 : Tom Clancy's Splinter Cell: Pandora Tomorrow.

## Publications
- (en) Mission impossible : my life in music, Scarecrow Press, 2008, 219 p. (ISBN 9780810859463)[32]
- (en) Music composition for film and television, Boston, Berklee Press, décembre 2011, 278 p. (ISBN 9780876391228)

### Documentaires
- To Be A Composer: Lalo Schifrin, American Film Foundation (en), 1970 [voir en ligne].
- Movie Master Man : Lalo Schifrin raconte sa vie (Movie Music Man: A Portrait of Lalo Schifrin - DVD[110]), Rodney Greenberg, 1993[111].
- Bandes originales (In The Tracks Of) : Lalo Schifrin, Prelight Films, Pascale Cuenot, 2012 [voir en ligne].
- Lalo Schifrin - The harder I work, Third Person Entertainment, John Newcombe, 2018 [voir en ligne][112]